# Josip Smodlaka
Josip Smodlaka (Imotski, 9. studenoga 1869. – Split, 31. svibnja 1956.), hrvatski pravnik i političar te gradonačelnik Splita u dva mandata (1918. i 1943.).

## Životopis
Josip Smodlaka rodio se 9. studenoga 1869. godine u Imotskom. Klasičnu gimnaziju završio je u Splitu 1887. godine. U višim razredima gimnazije postao je pristaša Stranke prava. Doktorirao je pravo u Grazu 1893. godine. Potom se vratio u Split gdje je radio kao odvjetnik. Preko Hrvatskog sokola u kojem je postao starješina, trudio se da što veći dio splitskih težaka tolomaša (autonomaša) pridobije za hrvatstvo. Izabran je u izvršni odbor dalmatinske Stranke prava 1897. godine. Kao član dalmatinske Stranke prava zastupnik je u Dalmatinskom saboru od 1901. do 1909. godine.Jedan je od inicijatora politike novog kursa. Takvu orijentaciju predložio je u govoru u Dalmatinskom saboru 1902. godine, kada je pružio ruku pomirenja Srbima i Talijanima. U kolovozu 1905. godine osnovao je u Splitu Hrvatsku demokratsku stranku, te u politički život uveo brojne dalmatinske težake, pa i veliki broj do tada nacionalno nesvjesnih tolomaša. Pokrenuo je i stranački list Sloboda.
Na izborima 1910. godine, te 1911. godine Josip Smodlaka je velikom većinom glasova izabran u austrijski parlament – Carevinsko vijeće. U parlamentu je održao više proturežimskih govora. Tako je 3. prosinca 1910. godine naglasio: »Zemlja je danas postala zemlja prosjaka bez svoje krivnje.« Prije Prvog svjetskog rata bio je više godina donačelnik Splita. Josip Smodlaka se u borbi za oslobođenje od Austro-Ugarske povezao s više kreatora svjetskog javnog mnijenja. Za vrijeme Prvog svjetskog rata vlast ga je kao veleizdajnika držala u zatočeništvu. Nakon raspada Austro-Ugarske općinsko vijeće izabralo je Josipa Smodlaku za načelnika Splita. Izabran je i u Središnji odbor Narodnog vijeća SHS u Zagrebu, te za člana Zemaljske vlade za Dalmaciju. U kritično vrijeme, kada je Italija okupirala sjevernu Dalmaciju i približila se Trogiru, Zemaljska vlada je tražila od Narodnog vijeća u Zagrebu ubrzanje ujedinjenja Države SHS s Kraljevinom Srbijom. Odbor sedmorice je imao pretresti Smodlakin i Krsteljev "nacrt privremenoga uređenja" zajedničke države sa Srbijom te na osnovu toga nacrta donijeti sljedećeg dana (24. studenoga) članovima Središnjega odbora na odobrenje uvjete za provedbu državnoga ujedinjenja. Utrka s vremenom bila je radila protiv hrvatskih interesa u Dalmaciji, jer vojske praktično nije bilo, a u korist Italije, koja je nadirala, a k tome Antanta je Hrvate smatrala poraženom silom, a Italiju pobjednicom. Stoga je na sjednici Središnjeg odbora NV SHS predsjedatelj S. Pribićević odmah naglasio kritično stanje Države SHS u kojem treba brzo djelovati, pa su I. Krstelj i Josip Smodlaka ultimativno zaprijetili se Središnjem odboru neka u roku od pet dana donese odluku o stvaranju zajedničke države sa Srbijom, u protivnom izjavili su da će Dalmacija sama proglasiti ujedinjenje sa Srbijom. Nakon ujedinjenja nije želio ući u vladu. U ožujku 1919. godine značajno je pridonio koncipiranju tzv. Pariškog prijedloga koji se protivio centralističkom uređenju države i zalagao za načelo samouprave. Sudjelovao je na mirovnoj konferenciji u Parizu 1919. godine. Na osnovi etnografske karte koju je dao američkoj delegaciji, SAD su Italiji predložile tzv. Wilsonovu liniju po kojoj je Kraljevini SHS trebala pripasti Dalmacija, Rijeka, otoci i istočna Istra. Njegov utjecaj kod britanskih i američkih stručnjaka zaslužan je što je (južna) Baranja, da bi postala prostor za razvoj Osijeka, ušla u sastav Kraljevine SHS. Josip Smodlaka je u prosincu podnio ostavku kada je uvidio da je na djelu politika popuštanja Italiji.
Josip Smodlaka je 1920. godine objavio svoj nacrt ustava, kojim se zalagao za široke unutarnje samouprave. Kako bi ga se udaljilo iz politike, vlast ga je imenovala na mjesto poslanika pri Vatikanu, zatim u Berlinu i Madridu. Odmah po proglašenju Šestosiječanjske diktature 1929. godine Josip Smodlaka je odbio nastaviti raditi kao diplomat te se vratio u Split gdje je radio kao odvjetnik i publicist.
Nakon talijanske fašističke okupacije 1941. godine prefekt Splita Paolo Zerbino pozvao ga je, kao i više drugih intelektualaca i poznatih građana Splita, da dođe na sastanak radi razgovora o suradnji. Josip Smodlaka je pismeno odgovorio da odbija suradnju s okupatorom. Od početka rata pomagao je antifašističku borbu, a nakon kapitulacije Italije u rujnu 1943. godine zatražio od zapovjednika talijanske divizije Bergamo da pruži otpor Nijemcima ili preda oružje partizanima. U to vrijeme bio je predsjednik Narodnooslobodilačkog odbora Splita. Tada je, s nepune 74 godine, otišao na oslobođeni teritorij. Bio je vijećnik ZAVNOH-a i AVNOJ-a, te povjerenik za vanjske poslove Nacionalnog komiteta oslobođenja Jugoslavije, kao i član Savezničke kontrolne komisije za Italiju. Njegovi razgovori s predstavnicima zapadnih medija dali su doprinos raskrinkavanju izdajničke uloge Draže Mihailovića, te teritorijalnih ambicija Italije. Poseban doprinos antifašističkoj borbi dao je kreiranjem sporazuma Tito-Šubašić, koji je u konačnici omogućio međunarodno priznanje nove Federativne Jugoslavije. Nakon formiranja zajedničke vlade Tito-Šubašić 1945. godine, Josip Smodlaka je postao ministar bez lisnice. Kada je uvidio da će do dogovora s Italijom oko razgraničenja teško doći, na vlastiti je zahtjev umirovljen. Umro je u Splitu 31. svibnja 1956. godine. Pokopan je na Klisu, rodnom mjestu svojih predaka, uz državne počasti.

## Djela
- Posjet apeninskim Hrvatima: putne uspomene i bilješke, Hrvatska knjižarnica, Zadar, 1906.
- Jugoslav territorial claims; lecture delivered by J. Smodlaka ... at a meeting of the Union des grandes associations françaises contre la propagande ennemie, on Tuesday, March 11th, 1919., Lang, Blanchong & co's printing, Paris, 1919.
- Les revendications territoriales yougoslaves; conférence de m. Smodlaka ... faite à la séance de l'Union des grandes associations françaises contre la propagande ennemie, du mardi 11 mars 1919., Lang, Blanchong & cie, Paris, 1919.
- Nacrt jugoslovenskog ustava, Hrvatski štamparski zavod, Zagreb-Beograd, 1920.
- O razgraničenju Jugoslavije s Italijom, Izd. Nove Jugoslavije, Beograd, 1944.
- Imena mesta i meštana na tlu Jugoslavije, Novo doba, Split, 1946.

### Posmrtno
- Partizanski Dnevnik, Nolit, Beograd, 1972.
- Zapisi dra Josipa Smodlake, (urednik Marko Kostrenčić), JAZU, Zagreb, 1972.
- Izabrani spisi, (odabrali i priredili Ivo Perić i Hodimir Sirotković), Književni krug, Split, 1989.

## Zanimljivosti
- Dr. Josip Smodlaka autor je pjesme Slobodarka na čijim je osnovama nastala pjesma Padaj silo i nepravdo a koja je od srpnja 1942. godine bila himna Hvarske partizanske čete "Matij Ivanić".[2]
- Bio je gradonačelnikom Splita svega nekoliko dana u listopadu 1918. godine.[3]